# Прапор Сейшельських Островів
Прапор Сейшельських Островів — один з офіційних символів держави Сейшельські Острови. Прийнятий 18 червня 1996 року.
Первинний прапор був прийнятий 29 червня 1976 року. Приблизно через рік після цього стався переворот і був прийнятий прапор Об'єднаної народної партії Сейшел, який проіснував до 1996 року.